# Order Niepodległości (Wietnam)
Order Niepodległości (wiet. Huân chương Độc lập) – trzecie pod względem starszeństwa państwowe odznaczenie Socjalistycznej Republiki Wietnamu ustanowione dekretem z dnia 6 czerwca 1947 roku, a potwierdzone ustawą z dnia 26 listopada 2003 roku. Dzieli się na trzy klasy.

## Ustanowienie
Order Niepodległości został ustanowiony razem z Orderem Złotej Gwiazdy i Orderem Hồ Chí Minha dekretem Prezydenta Demokratycznej Republiki Wietnamu nr 58/SL z dnia w 6 czerwca 1947 roku jako trójklasowe wysokie odznaczenie państwowe, zajmujące trzecie miejsce w starszeństwie odznaczeń, przyznawane przez prezydenta za zasługi w obronie narodu lub budowaniu państwa. Obecne zasady nadawania reguluje ustawa z dnia 26 listopada 2003 roku, która weszła w życie 1 lipca 2004 roku. Na jej mocy order nadaje Prezydent. Kandydatury do przyznania orderu prezydentowi przedstawia premier na wniosek ministra, szefa agencji rządowej, Prezesa Najwyższego Sądu Ludowego, Prokuratora Generalnego, przewodniczącego centralnej agencji, szefa organizacji społecznej lub prowincjonalnego Komitetu Ludowego. Order I klasy nadawany jest dla uhonorowania wyjątkowych i wybitnych osiągnięć w dziedzinie polityki, gospodarki, społecznej, literatury, sztuki, nauki, techniki i dyplomacji lub innej. Order II i III klasy nadawany jest za wybitne osiągnięcia w jednej z wyżej wymienionych dziedzin. Order może być też nadawany kolektywom mającym wybitne osiągnięcia trwające co najmniej 5 lat przed złożeniem wniosku. Dodatkowym warunkiem jest długość jego istnienia. Do nadania I klasy wymagane jest 30 lat lub 25 lat w przypadku nadania wcześniej II klasy; dla II klasy to odpowiednio 25 lat lub 20 w przypadku nadania wcześniej III klasy; a dla III klasy 20 lat lub 15 i posiadanie Orderu Pracy I klasy.

## Odznaka
Zgodnie z przepisami z 2014 roku odznaka orderu wykonana jest z brązu pokrytego warstwą złota oraz stopu niklu i kobaltu. Zewnętrzny otok jest złoty, wewnętrzne pole jest emaliowane na kolor błękitny. Pośrodku pola znajduje się czerwone koło ze złotą pięcioramienną gwiazdą. Powyżej w złotym otoku znajduje się czerwony napis "HUÂN CHƯƠNG ĐỘC LẬP". Poniżej znajdują się dwie złote gałązki, pomiędzy którymi widnieją dwa rzędy czerwonych flag. Na samym dole widnieje czerwona wstęga ze złotym napisem "VIỆT NAM". Odznaka zawieszona jest na pięciobocznej blaszce ze stali nierdzewnej pokrytej warstwą złota i stopu niklu i kobaltu, na której rozciągnięta jest poliestrowa wstążka orderowa w kolorze czerwonym z czterema żółtymi paskami po bokach. Zastąpiło to dotychczasowe mocowanie orderu stanowiące blaszkę z brązu oraz wstążkę ze sztucznego jedwabiu z paskami w kolorze białym. Dla odróżnienia klas orderu do wstążki doczepia się złote pięcioramienne gwiazdy trzy dla I klasy (najwyższej), dwie dla II klasy i jedną dla III klasy.